# Infiammazione fibrinosa

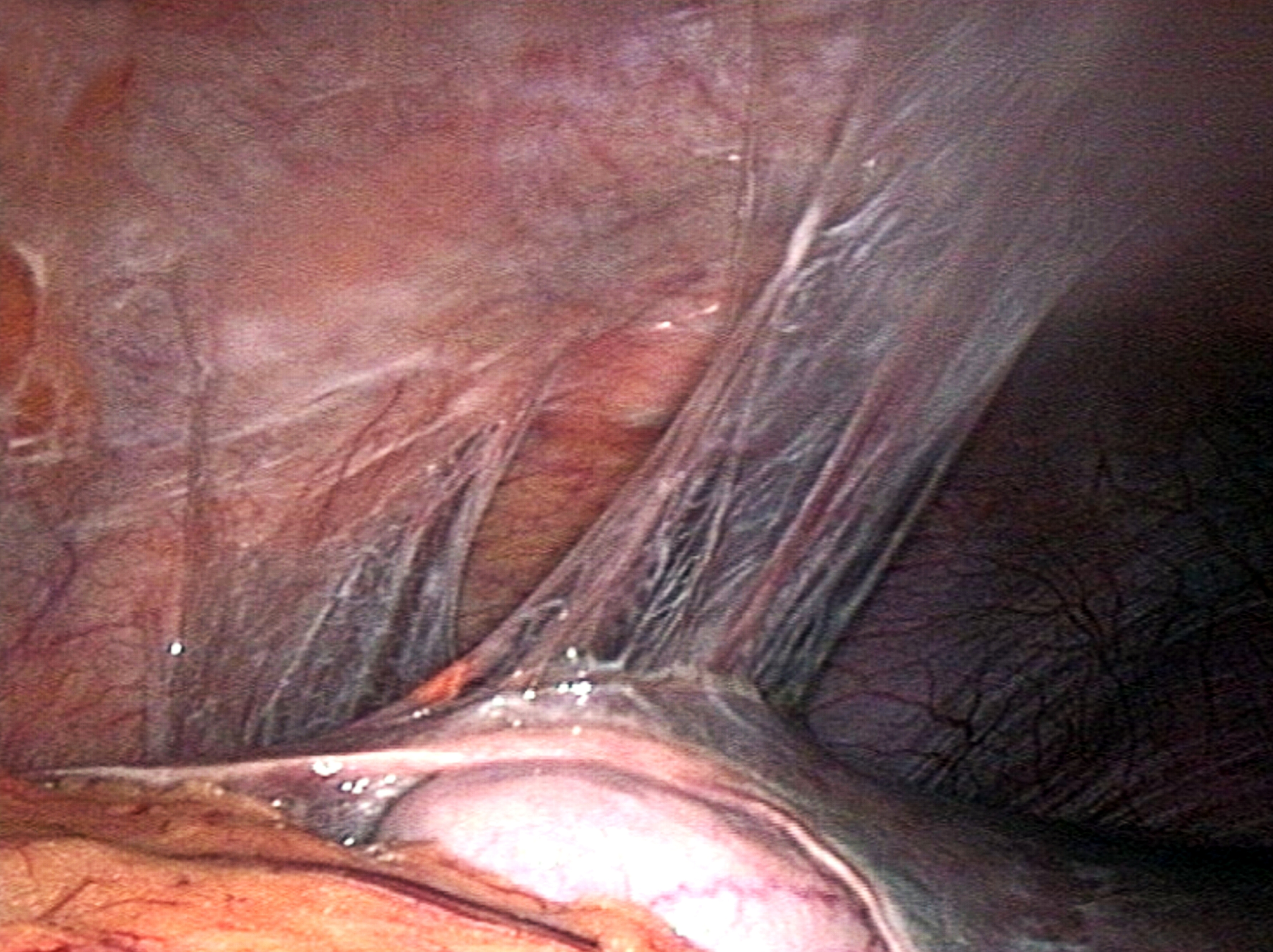
Aderenze, esito di un'infiammazione fibrinosa.

L'infiammazione fibrinosa, da innesco della coagulazione, è un tipo di flogosi che soprattutto interessa il tessuto polmonare e le membrane sierose; prevale accumulo di fibrina associata ad accumulo sieroso.
L'essudato della flogosi fibrinosa si presenta ricchissimo di fibrina. Purtroppo in alcuni casi c'è drenaggio della parte fluida dell'essudato, pertanto questo assume caratteristiche ancor più viscose, fino ad avere un aspetto solido.
La flogosi fibrinosa può essere causata da un microrganismo che innesca la coagulazione o invece da TF espresso dal tessuto che la scatena.
L'evoluzioni possibili possono essere:
- formazione di concrezioni grigiastre denominate pseudomembrane, che nel caso di superfici opposte formano le cosiddette aderenze
- distacco ed espulsione delle pseudomembrana, con la formazione di ulcerazioni
- dissoluzione ad opera di enzimi leucocitari
- organizzazione con seguente retroazione (grave in valvole cardiache)
- calcificazione
- sinechie